# Jimmy Omagbemi
James S. „Jimmy” Omagbemi (ur. 26 listopada 1930 w Warri, zm. 12 listopada 2012 w Hooks) – nigeryjski lekkoatleta, olimpijczyk oraz uczestnik Igrzysk Wspólnoty Narodów.

## Występy na igrzyskach Wspólnoty Narodów
Omagbemi wystąpił na Igrzyskach Imperium Brytyjskiego i Wspólnoty Brytyjskiej 1958. Startował w dwóch konkurencjach biegowych na dystansach: 100 jardów oraz w sztafecie 4 × 110 jardów. W tej pierwszej, dotarł do finału; w tym zaś uzyskał czas 9,7, i zajął 5. miejsce, natomiast w sztafecie, wywalczył srebrny medal (sztafeta uzyskała czas 41,00).

## Występy na igrzyskach olimpijskich
Omagbemi dwukrotnie startował na igrzyskach olimpijskich. W Rzymie startował w eliminacjach biegu na 200 metrów oraz w sztafecie 4 × 100 metrów. Startując w eliminacjach tej pierwszej, Omagbemi uzyskał czas 26,40; w biegu eliminacyjnym zajął 3. miejsce, a w końcowej klasyfikacji eliminacji uplasował się na 61. miejscu (na 62 startujących).
Następnie, wraz z kolegami wystartował w sztafecie. Startując w drugim wyścigu eliminacyjnym, sztafeta nigeryjska uzyskała czas 40,25, przegrywając jedynie ze sztafetą włoską, a tym samym Nigeryjczycy awansowali do półfinału. Sztafeta ta wystartowała w pierwszym biegu półfinałowym. Nigeryjczycy uzyskali czas 40,33 i zajęli (premiowane awansem do finału), drugie miejsce, ustępując jedynie sztafecie niemieckiej. Jednak nieco później, sztafeta nigeryjska została zdyskwalifikowana, przez co następna drużyna Wielkiej Brytanii (która pierwotnie zajęła 4. miejsce) awansowała do finału.
Cztery lata później, Omagbemi wystartował już tylko w jednej konkurencji – w sztafecie 4 × 100 metrów. Startując w pierwszym wyścigu eliminacyjnym, sztafeta nigeryjska uzyskała czas 40,4, co dało im 5. miejsce, jednak Nigeryjczycy uzyskali awans do półfinału. Sztafeta ta wystartowała w pierwszym biegu półfinałowym. Nigeryjczycy uzyskali czas 40,1 i zajęli szóste miejsce, lecz nie uzyskali oni awansu do finału, a tym samym odpadli z rywalizacji o medale.